# Darío Sánchez Massenlli
Darío Sánchez Massenlli (Santiago, 1840-31 de enero de 1934) fue un político chileno.

## Biografía
Nació en 1840, hijo de Antonio Sánchez Laynes y María del Milagro Massenlli de la Guarda.
Sus estudios los realizó en el Instituto Nacional. Luego estudió en la Facultad de Derecho de la Universidad de Chile, hasta 1869 sin titularse. También se desempeñó como agricultor y comerciante.
Casado con Amelia Vickers Valdivieso, con hijos.

## Carrera política
Fue militante del Partido Liberal Democrático. 
Fue diputado por Rancagua en dos periodos, 1876-1879 y 1882-1885 (presentó sus poderes el 2 de junio de 1883). Posteriormente fue diputado por Quillota (1891). Más tarde fue diputado por Rere y Puchacay, primero de forma presuntiva, para el periodo 1897-1900 —dejando su cargo el 1 de julio de 1897 al asumir Manuel Antonio Prieto— y de forma titular, por dos periodos, 1900-1903 y 1903-1906.
Fue senador por Valdivia para el periodo 1906-1912.